# Neil McCormick
Neil McCormick (sinh ngày 31 tháng 3 năm 1961) là một nhà báo, nhà văn và phát thanh viên âm nhạc người Anh. Ông là Trưởng Ban Phê bình âm nhạc của The Daily Telegraph từ năm 1996, đồng thời cũng tham gia dẫn chương trình phỏng vấn âm nhạc Neil McCormick's Needle Time cho kênh Vintage TV ở Anh. McCormick là cộng sự thân thiết của ban nhạc rock U2.

## Tiểu sử
McCormick sinh ra ở Anh nhưng sau đó cùng gia đình chuyển đến Scotland, sau đó là Ireland. Ông theo học tại Trường Tổng hợp Mount Temple ở Dublin cùng thời điểm với tất cả các thành viên tương lai của ban nhạc U2.

## Sự nghiệp
McCormick là nhạc sĩ và ca sĩ của nhiều ban nhạc vô danh: Frankie Corpse & The Undertaker (1978), The Modulators (1978–79), Yeah! Yeah! (1980–83) và Shook Up! (1985–88). Ông đã phát hành một album phòng thu đơn ca lấy tựa đề Mortal Coil dưới nghệ  danh Ghost Who Walks vào năm 2004. Bài hát "Harm's Way" nằm trong album Songs Inspired by The Passion of the Christ (2004). Viết trên tờ The Daily Telegraph, McCormick cho biết, "Có lẽ tôi nên nghỉ việc khi đang dẫn đầu."
Dưới vai trò một nhà báo, ông làm việc cho tạp chí âm nhạc Ireland Hot Press từ năm 1978. Ông trở lại nghề báo vào đầu những năm 1990 sau khi nhận thấy sự nghiệp âm nhạc không gặt hái nhiều thành công, và trở thành biên tập viên đóng góp cho British GQ (1991–96). Ông là trưởng mảng phê bình nhạc rock cho tờ The Daily Telegraph từ năm 1996, đồng thời là khách mời thường xuyên trên các chương trình phát thanh và truyền hình BBC với tư cách là một chuyên gia trong lĩnh vực kinh doanh âm nhạc.
Hồi ký của ông về sự nghiệp không thành công trong lĩnh vực kinh doanh âm nhạc lấy tựa đề I Was Bono’s Doppelgänger (được đổi tên thành Killing Bono ở Mỹ) được xuất bản năm 2004. Elton John gọi đây là "cuốn sách hay nhất mà tôi từng đọc về việc cố gắng thành công trong lĩnh vực kinh doanh âm nhạc." Tác phẩm đã được dịch sang nhiều ngôn ngữ. Bộ phim Killing Bono năm 2011 có sự tham gia của Ben Barnes trong vai McCormick và Martin McCann trong vai Bono. McCormick là người viết U2 by U2, cuốn tự truyện bán chạy nhất năm 2006 của ban nhạc U2. Cuốn tiểu thuyết đầu tiên của ông, #Zero, được xuất bản vào năm 2019. Để đi kèm với cuốn sách, ông đã phát hành một album gồm các bài hát của các nhân vật nhạc sĩ giả tưởng xuất hiện trong cuốn sách.